# Верхній Стан
Верхній Стан (рос. Верхний Стан) — село у складі Киринського району Забайкальського краю, Росія. Входить до складу Тарбальджейського сільського поселення.

## Населення
Населення — 7 осіб (2010; 28 у 2002).
Національний склад (станом на 2002 рік):
- росіяни — 96 %